# Gongora gratulabunda
Gongora gratulabunda är en orkidéart som beskrevs av Heinrich Gustav Reichenbach. Gongora gratulabunda ingår i släktet Gongora och familjen orkidéer.
Artens utbredningsområde är Colombia. Inga underarter finns listade i Catalogue of Life.

## Bildgalleri

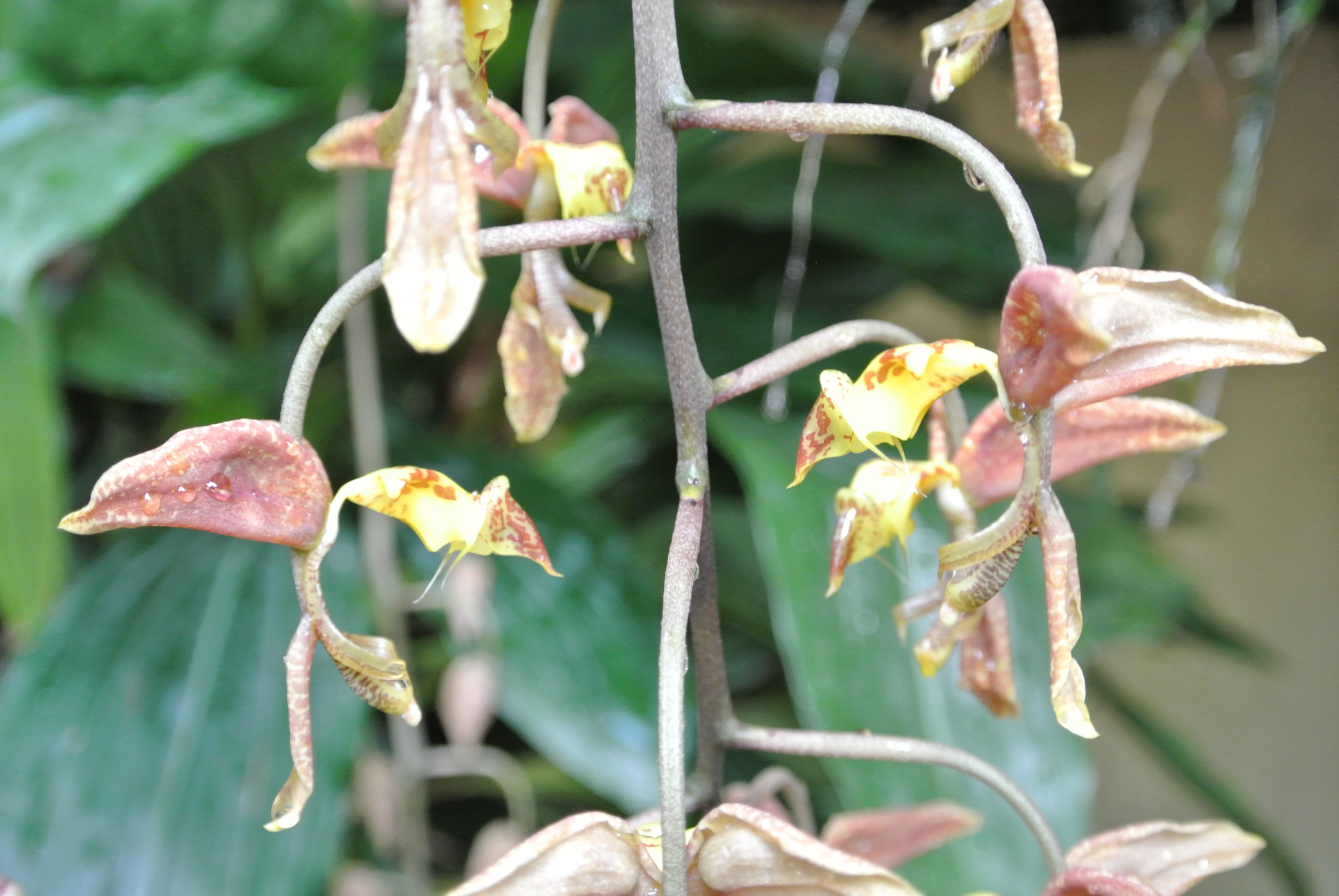
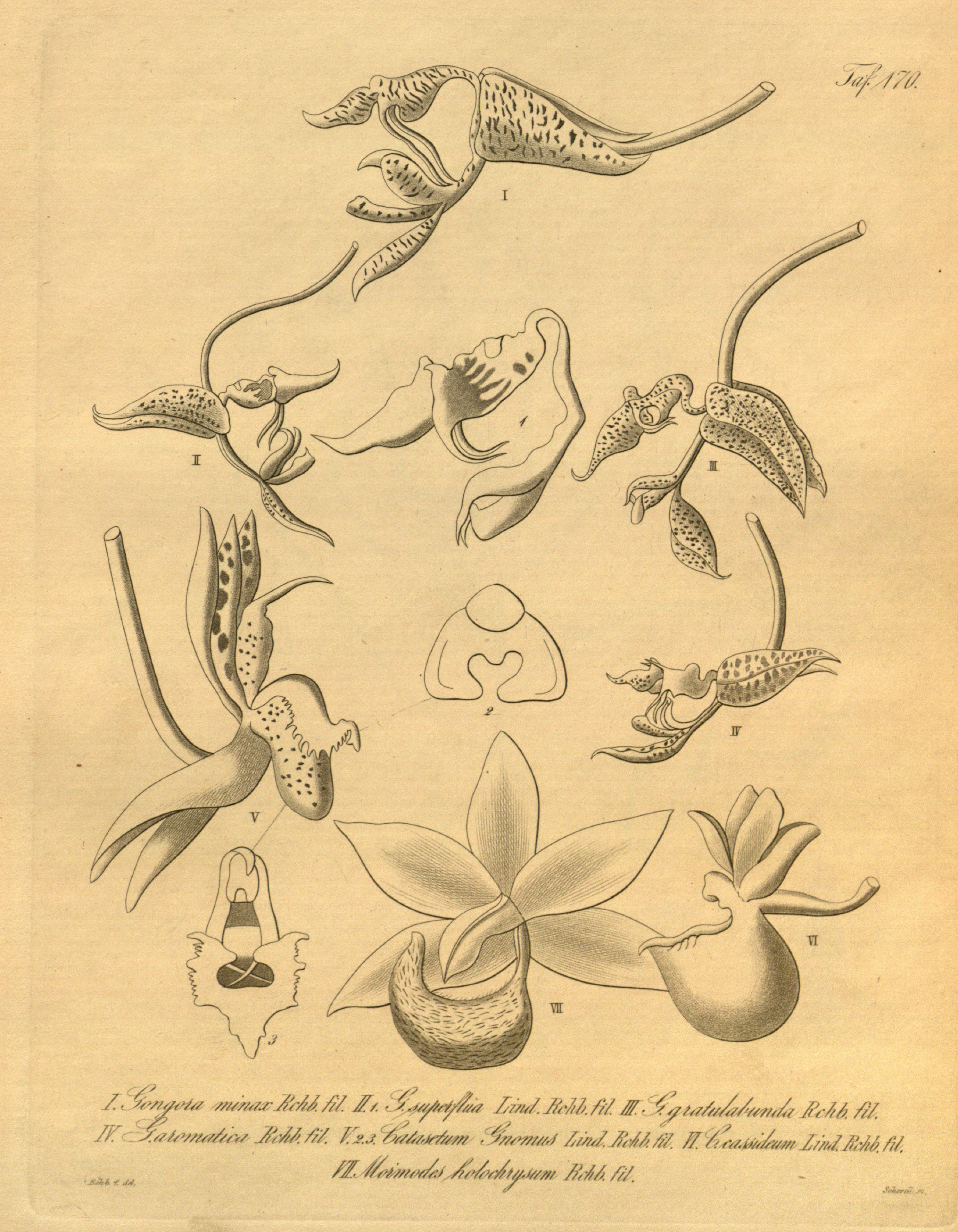